# 茶櫃
茶櫃（ちゃびつ、あるいはちゃひつ）は煎茶道具一式を入れて置く蓋付きの容器。
形状は高さの低い円筒形。蓋は盆としても使用できる。本来「櫃」は蓋付きの大きな木箱一般を指す。近年はプラスチック製もある。
かつては家庭に一台はあった物で、少し前のホームドラマではちゃぶ台の横に置いてあった小道具として欠かせない存在であった。しかし、ペットボトル入りのお茶の普及などで一般家庭からは急速にその姿を消しつつある。古い民宿や旅館などでは今でも時折見かけることが出来る。
煎茶道各流派ではこの茶櫃を使ったお手前を入門編として設定していることが多い。その場合は茶道具として本来の木製のものが使用される。